# Sumber Jaya (Siak Kecil)
Sumber Jaya is een bestuurslaag in het regentschap Bengkalis van de provincie Riau, Indonesië. Sumber Jaya telt 555 inwoners (volkstelling 2010).